# Piana orientale corsa
La piana orientale corsa o piana d'Aleria (in francese plaine d'Aléria o plaine orientale corse, in corso piana di Aleria o piaghjia di Aleria o piaghja urientale corsa) è la pianura più estesa della Corsica e si trova nel dipartimento della Corsica settentrionale. 
La pianura si estende tra la zona sud di Bastia e Kamiesch nel comune di Solaro ed è lunga 100 km e larga da un minimo di 5 km a un massimo di 40 km. 
Nella piana si trovano i resti della città etrusca e poi romana di Aleria.
Il paese principale all'interno della piana è Ghisonaccia (3.168 ab.).

## Fiumi della piana orientale corsa
- Fiuminale
- Bevinco
- Golo
- Fiumalto
- Petrignani
- Cade
- Alesani
- Alistro
- Bravone
- Sbiri
- Arena
- Tavignano
- Fiumorbo
- Abatesco
- Travo
- Chiora
- Solenzara

## Stagni della piana orientale corsa
- Stagno di Biguglia
- Stagno di Terrenzana
- Stagno di Diana
- Stagno di Sale (prosciugato)
- Stagno d'Urbino
- Stagno di Palo